# 諾維薩德猶太會堂
諾維薩德猶太會堂是塞爾維亞城市諾維薩德的一座建築。諾維薩德猶太會堂位於諾維薩德市中心，是諾維薩德猶太人社區最大的猶太會堂，開始建設於1905年，竣工於1909年。現在猶太會堂主要用來舉辦文化活動。

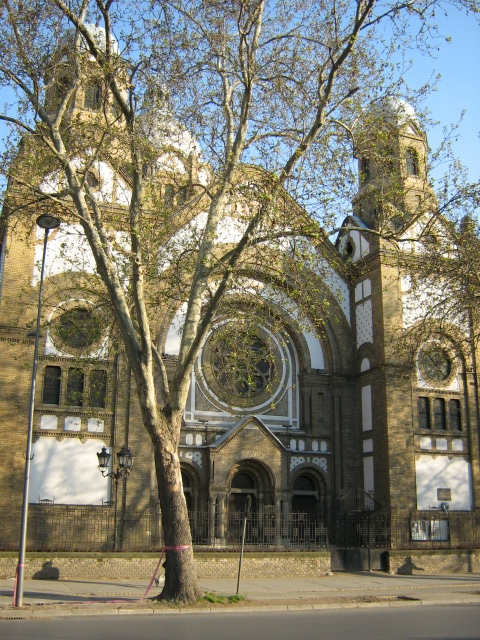
Synagogue in Novi Sad

## 外部連結
- About Jewish community of Novi Sad and Synagogue（页面存档备份，存于）

45°15′11″N 19°50′27″E / 45.25306°N 19.84083°E